# Rufus (software)
Rufus es una aplicación portable, libre y de código abierto para Microsoft Windows que se puede usar para formatear y crear unidades flash USB de arranque o Live USB. Está desarrollado por Pete Batard de Akeo Consulting.

## Historia
Rufus se diseñó originalmente como un reemplazo más moderno y de código abierto de "HP USB Disk Storage Format Tool for Windows", que se usaba principalmente para crear unidades flash USB de arranque de DOS.
La primera versión oficial de Rufus, la versión 1.0.3 (las versiones anteriores solo eran internas/alfa), se lanzó el 11 de diciembre de 2011, originalmente solo con soporte MS-DOS. La versión 1.0.4 introdujo el soporte FreeDOS y la versión 1.1.0 introdujo el soporte de imagen ISO. Hasta las versión 1.2.0, se proporcionaron dos versiones separadas, una para MS-DOS y otra para FreeDOS. El soporte de arranque UEFI se introdujo con la versión 1.3.2, localización con 1.4.0 y Windows To Go con 2.0, y la última versión compatible con Windows XP y Vista es la 2.18. Con la versión 3.0 los cambios más importantes son; el rediseño de la interfaz de usuario y el soporte para ARM64 en UEFI:NTFS, con la versión 3.5 se introdujo la descarga integrada de ISOs oficiales de Windows 8.1 y Windows 10.

## Características

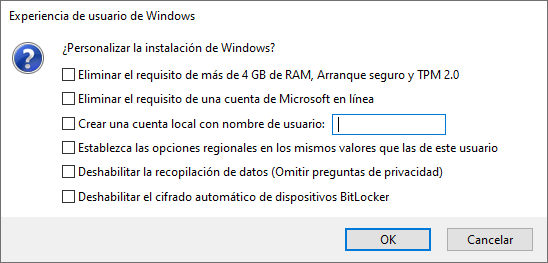
Optiones de Rufus para Windows 11

Rufus admite una variedad de archivos .iso de arranque, incluidas varias distribuciones Linux y archivos .iso de instalación de Windows, así como archivos de imagen de disco sin formato (incluidos los comprimidos). Si es necesario, instalará un gestor de arranque como SYSLINUX o GRUB en la unidad flash para que pueda arrancar. También permite la instalación de MS-DOS o FreeDOS en una unidad flash, así como la creación de medios de arranque de Windows To Go. Es compatible con el formateo de unidades flash como FAT, FAT32, NTFS, exFAT, UDF o sistemas de archivos ReFS.
Rufus también se puede usar para calcular los hashes MD5, SHA-1 y SHA-256 de una imagen seleccionada.